# Strammer Max
Lo strammer Max è un piatto tedesco consistente in una fetta di pane fritta nel burro sopra la quale viene messo un uovo anch'esso fritto e prosciutto o salame. Lo spuntino può essere insaporito con formaggio e pomodori.

## Alimenti simili
- Nei Paesi Bassi e nel Belgio viene preparato il simile Uitsmijter, che differisce dallo Strammer Max per la presenza di un uovo aggiuntivo e il formaggio gouda.
- Il toast Hawaii, inventato negli anni cinquanta da Clemens Wilmenrod, è una fetta di pane con prosciutto, formaggio, una fetta di ananas e una ciliegia al maraschino.